# De helaasheid der dingen
De helaasheid der dingen è un film belga del 2009, diretto da Felix Van Groeningen. che ne ha anche co-scritto la sceneggiatura. È l'adattamento cinematografico del libro pluripremiato De helaasheid der dingen (2006) di Dimitri Verhulst.

## Trama
Lo scrittore ormai adulto Gunther Strobbe ha messo incinta una ragazza e ripensa alla sua giovinezza. Viveva con il padre, la nonna e gli zii in una casa nella città immaginaria di Reetveerdegem. La sua giovinezza è stata all'insegna dell'alcol, delle sigarette, delle donne e dell'assenteismo. Vengono affrontati anche temi più pesanti come la dipendenza, la criminalità e la morte.

## Riconoscimenti
- 2010 - International Istanbul Film Festival
  - Tulipano d'oro per il miglior film